# Abd-Al·lah ibn Yassín al-Ghazulí
Abd-Al·lah ibn Yassín al-Jazulí (àrab: عبد الله بن ياسين الجزولي, ʿAbd Allāh b. Yāsīn al-Jazūlī) (? - prop de Rommani, Marroc, 7 de juliol de 1059) fou un cap religiós musulmà, fundador del moviment dels almoràvits.

## Biografia
Abd-Al·lah ibn Yassín al-Jazulí era de la tribu dels Jazula, una subtribu sanhaja del Sus. Els sanhaja estaven en aquesta etapa només islamitzats superficialment i encara s'aferraven a moltes pràctiques paganes. Ibn Yassín els va predicar un sunnisme ortodox. Va estudiar set anys a Còrdova i era el principal deixeble d'Uggwag ibn Zalwi, establert en un ribat anomenat Dar al-murabitun, a la regió del Sus.
El cap dels gudala, Yahya ibn Ibrahim, va enviar en peregrinació a la Meca a un jurista o mestre religiós, Jàwhar ibn Sakkum (així ho diuen Ibn al-Athir i al-Bakrí, tot i que generalment les cròniques fan viatjar al mateix Yahya) amb dos altres col·legues (Ayyar i Intakku). Al seu retorn a Ifríqiya Jàwhar va trobar a Kairuan al jurista maliquita Abu Imran al-Fassí, a qui va demanar que islamitzés el seu poble; al-Fassí li va recomanar una visita a Uggwag ibn Zalwi Jàwhar volia ensenyar el Malikisme el millor possible i no ho va dubtar. Uggwag el va rebre i després el va enviar al Sàhara acompanyat per Abd-Al·lah ibn Yassín al-Jazulí`per difondre l'islam maliquita entre els gudales.
Jàwhar i Ibn Yassín van residir un temps entre els gudala. Abd Al·lah va fer amistat amb alguns caps dels Lamtuna, parents dels gudales encara que sovint en conflicte, que tenien el seu centre més al sud, a la regió d'Adrar (Mauritània) i al Tagant. Ibn Yassín era un maliquita estricte i va fundar un ribat on va imposar la seva norma; allí feia complir la xaria de manera estricta i fins i tot, en una fàtua, va autoritzar la mort de Jawhar ibn Sakkun que fins aleshores l'havia acompanyat. La disciplina dels que entraven al ribat era estricte. Algunes vegades va necessitar fer consultes al seu mestre Uggwag. Mentre Ibn Yassín tenia una ideologia expansionista i militarista, Uggwag havia fundat el seu Dar per a la pietat i l'estudi.
Yahya ibn Ibrahim va abraçar els principis dels murabitun així com els xeics dels lamtunes, Yahya ibn Úmar al-Lamtuní (Yahya ibn Umar ibn Talakakin). El ribat no se sap on estava situat, però es donen tres emplaçaments: prop de la desembocadura del riu Senegal, prop de Nuakchot (Nouakchott) i de la costa, o a l'illa d'Arguin. Cents de gudales, lamtunes i masufes hi van anar en massa per aprendre, i haurien fet algunes ràtzies contra els sanhadja veïns i aliances amb xeics musulmans com Wardjabi ibn Rabis al Takrur, però no devia ser molt important perquè els historiadors com Ibn al-Athir ni l'esmenten i al-Bakrí es limita a parlar de la seva fundació amb el nom d'Aratnanna.
Ibn Yassín va conservar la direcció política, administrativa i econòmica del moviment, on cada vegada els lamtuna van tenir més influència. Encara que una vegada va fer fuetejar Yahya ibn Úmar al-Lamtuní per alguna infracció religiosa, li va acabar confiant la direcció militar del moviment, amb el títol d'amir al-Muslimin. L'exèrcit es va enfrontar als gudala en la batalla de Tabfarilla a la regió del modern Riu d'Or. Va aconseguir una victòria pírrica, ja que Yahya hi va morir, però es va considerar un fet important perquè va suposar la primera gran victòria i va marcar la separació del moviment dels gudales. Abu-Bakr ibn Úmar al-Lamtuní va ocupar el lloc del seu germà.
Després va seguir la conquesta d'Awdaghust (Awdaghost) i altres llocs que nominalment estaven subjectes al rei de Ghana. Els murabitun es van estendre per tot el Sàhara occidental cap al país dels masmudes, Kibla i el Sus. Després Ibn Yassín va dirigir la guerra santa contra els barghawata considerats infidels, el país dels quals, la Tamesma, va ocupar. Es diu que llavors el seu exèrcit, format principalment de lamtunes i masmudes, ja tenia 50.000 homes. Els barghawata van fugir i Ibn Yassín els va empaitar però va caure en una emboscada i va morir combatent a Kurifalalt el 1059.
Com a cap espiritual dels almoràvits el va succeir Sulayman ibn Addu.